# Hylomyscus baeri
Hylomyscus baeri és una espècie de mamífer rosegador de la família dels múrids. Viu a altituds de fins a 500 msnm a Costa d'Ivori, Ghana, Guinea i Sierra Leone. Els seus hàbitats naturals són els boscos tropicals de plana i els boscos secundaris. Està amenaçat per la desforestació. L'espècie fou anomenada en honor del parasitòleg suís Jean-Georges Baer.